# Оранџ Гроув Мобајл Мејнор (Аризона)
Оранџ Гроув Мобајл Мејнор (енгл. Orange Grove Mobile Manor) насељено је место без административног статуса у америчкој савезној држави Аризона.

## Демографија
По попису из 2010. године број становника је 594.
| Група             | 2000.    | 2010.       |
| Белци             | 0 (0,0%) | 6 (1,0%)    |
| Афроамериканци    | 0 (0,0%) | 0 (0,0%)    |
| Азијати           | 0 (0,0%) | 1 (0,2%)    |
| Хиспаноамериканци | 0 (0,0%) | 587 (98,8%) |
| Укупно            | 0        | 594         |